# Puchar Ameryki Północnej w narciarstwie alpejskim 2017/2018
Sezon 2017/2018 Pucharu Ameryki Północnej w narciarstwie alpejskim rozpoczął się rywalizacją 18 listopada 2017 roku. Ta edycja Pucharu rozpoczęła się w Copper Mountain Resort dla mężczyzn oraz w Loveland Ski Area Valley dla kobiet. Ostatnie zawody z tego cyklu zostały rozegrane 17 marca 2018 roku u kobiet i 18 marca 2018 roku u mężczyzn w kanadyjskim Kimberley. Zorganizowano 27 startów dla kobiet i 28 dla mężczyzn.

## Puchar Ameryki Północnej w narciarstwie alpejskim kobiet
Wśród kobiet pucharu Ameryki Północnej z sezonu 2016/2017 broniła Kanadyjka Ali Nullmeyer. Tym razem zwyciężyła jej rodaczka, Roni Remme.
W poszczególnych klasyfikacjach tryumfowały:
- zjazd:  Roni Remme
- slalom:  Amelia Smart
- gigant:  Mikaela Tommy
- supergigant:  Roni Remme
- superkombinacja:  Valérie Grenier

## Puchar Ameryki Północnej w narciarstwie alpejskim mężczyzn
Wśród mężczyzn pucharu Ameryki Północnej z sezonu 2016/2017 bronił Kanadyjczyk Phil Brown. Tym razem zwyciężył River Radamus z USA.
W poszczególnych klasyfikacjach tryumfowali:
- zjazd:  James Crawford
- slalom:  Mark Engel
- gigant:  Brian McLaughlin
- supergigant:  James Crawford
- superkombinacja:  Sam Morse